# Pauline Pô
Pauline Pô, née le 28 août 1904 à Ajaccio et morte le 16 octobre 1979 à Cannes, est une actrice française. Elle a été élue Miss France 1921, le titre s'appelant alors « La plus belle femme de France ».

## Biographie
Fille d'un boulanger ajaccien, elle se présente à 16 ans au concours cinématographique organisé par le quotidien Le Journal. D'abord élue Miss Corse le 8 août 1920 à Ajaccio, elle devient Reine de Beauté des Provinces de France le 5 juin 1921 puis est élue la 2e Miss France en septembre 1921, à l'époque appelée « La plus belle Femme de France ».[réf. nécessaire]
Le concours des « Reine de Beauté des Provinces de France » ou « Reine des Reines des Provinces de France » est organisé par le quotidien Le Journal et présente des séries de candidates qui posent en costume régional. Chaque série (« Ouest », « Est », « Sud-Ouest ») élit sa grande gagnante et sept finalistes sont ainsi désignées. Pour l'année 1921, elles étaient :
- La Corse, Pauline Pô
- La Toulousaine (sud-ouest)
- L'Alsacienne (est)
- L'Orléanaise
- La Flamande (nord)
- La Savoyarde (sud-est)
- La Charentaise (ouest)

Après avoir vécu trois ans à Paris, elle retourne en Corse pour se marier.[réf. nécessaire]
Elle est à ce jour, la seule Corse élue Miss France.

## Filmographie
- 1921 : L'Éternel Amour, d'Albert-Henri Hérault
- 1921 : Favilla, d'Ivo Illuminati : mademoiselle d'Etemps
- 1922 : Prix de beauté, de René Carrère
- 1923 : Corsica, de Vanina Casalonga et René Carrère : Paola Orsini
- 1923 : Kean ou Désordre et génie, d'Alexandre Volkoff : Ophélie / Juliette
- 1924 : La Fontaine des amours, de Roger Lion : Gracieuse / Graciosa